# Zeta Gruis
Zeta Gruis (ζ Gruis, förkortat Zeta Gru, ζ Gru) som är stjärnans Bayerbeteckning, är en ensam stjärna belägen i den sydöstra delen av stjärnbilden Tranan. Den har en skenbar magnitud på 4,12 och är synlig för blotta ögat där ljusföroreningar ej förekommer. Baserat på parallaxmätning inom Hipparcosuppdraget på ca 30,0 mas, beräknas den befinna sig på ett avstånd på ca 109 ljusår (ca 33 parsek) från solen.

## Egenskaper
Zeta Gruis är en orange till röd jättestjärna av spektralklass K1 III Fe−1,2 CN−0,5 där suffixnotationen anger onormalt låga överskott av järn och dicyan i spektret. Den har en radie som är ca 6,5 gånger större än solens och utsänder från dess fotosfär ca 30 gånger mera energi än solen vid en effektiv temperatur av ca 4 900 K.